# Bozzetto per un dio fluviale

Retro

Il bozzetto per un Dio fluviale è un modello scultoreo in cera (lunghezza 22 cm) di Michelangelo Buonarroti, databile al 1524 circa e conservato a Casa Buonarroti a Firenze.

## Storia e descrizione
L'opera venne ascritta per la prima volta a Michelangelo da Wilde nel 1928. All'epoca la statuetta veniva presentata in verticale e legata a un progetto per uno dei Prigioni della tomba di Giulio II. Fu Charles de Tolnay per primo (1954) a riconoscervi piuttosto una figura distesa, basandosi su un disegno cinquecentesco agli Uffizi, in cui il bozzetto è copiato. Inoltre l'opera compare in un'altra fonte iconografica, il ritratto di Michelangelo nel suo studio, eseguito da un artista del Cinque-Seicento e conservato a Casa Buonarroti, in cui l'artista è circondato da alcuni progetti, tra cui si riconoscono il bozzetto per il Dio fluviale, nelle stesse condizioni (senza testa, con le braccia tagliate al gomito e le gambe sotto il ginocchio), e il Nudo virile I.
I modellini, solitamente in cera o terracotta, servivano anche per un particolare processo scultoreo, che prevedeva l'immersione in acqua della scultura: abbassando gradualmente il livello del liquidi si poteva così avere un'idea dei livelli orizzontali della statua e riportarli sul marmo.
L'opera viene quindi riferita ai lavori alla Sagrestia Nuova, come modello per una delle mai realizzate divinità fluviali da porre ai piedi dei sepolcri medicei. Un modello analogo, ma a grandezza naturale, è il cosiddetto Torso di fiume, conservato all'Accademia delle arti del disegno di Firenze.